# Campeonato Mundial de Atletismo em Pista Coberta de 2022 - 3000 m feminino
A prova dos 3000 metros feminino do Campeonato Mundial de Atletismo em Pista Coberta de 2022 ocorreu no dia  18 de março na Belgrade Arena, em Belgrado, na Sérvia.

## Recordes
Antes desta competição, os recordes mundiais e do campeonato nesta prova eram os seguintes:
|                       | Nome           | Nacionalidade | Tempo     | Local     | Data                   |
| --------------------- | -------------- | ------------- | --------- | --------- | ---------------------- |
| Recorde mundial       | Genzebe Dibaba | Etiópia       | 8m 16s 60 | Estocolmo | 6 de fevereiro de 2014 |
| Recorde do campeonato | Elly van Hulst | Países Baixos | 8m 33s 82 | Budapeste | 4 de março de 1989     |

## Medalhistas
| Ouro               | Prata                         | Bronze              |
| Lemlem Hailu (ETH) | Elle Purrier St. Pierre (USA) | Ejgayehu Taye (ETH) |

## Cronograma
Todos os horários são locais (UTC+1).
| Data        | Hora  | Evento |
| ----------- | ----- | ------ |
| 18 de março | 20:25 | Final  |

## Resultado final
A final ocorreu dia 18 de março às 20:25.
| Posição           | Atleta                   | Nacionalidade  | Tempo   | Notas                |
| ----------------- | ------------------------ | -------------- | ------- | -------------------- |
| Medalha de ouro   | Lemlem Hailu             | Etiópia        | 8:41.82 | Recorde da temporada |
| Medalha de prata  | Elle Purrier St. Pierre  | Estados Unidos | 8:42.04 |                      |
| Medalha de bronze | Ejgayehu Taye            | Etiópia        | 8:42.23 |                      |
| 4                 | Gabriela DeBues-Stafford | Canadá         | 8:42.89 |                      |
| 5                 | Dawit Seyaum             | Etiópia        | 8:44.55 |                      |
| 6                 | Jessica Hull             | Austrália      | 8:44.97 |                      |
| 7                 | Alicia Monson            | Estados Unidos | 8:46.39 |                      |
| 8                 | Rahel Daniel             | Eritreia       | 8:46.53 | Recorde nacional     |
| 9                 | Laura Galván             | México         | 8:46.65 |                      |
| 10                | Beatrice Chebet          | Quênia         | 8:47.50 |                      |
| 11                | Hanna Klein              | Alemanha       | 8:48.73 |                      |
| 12                | Selamawit Teferi         | Israel         | 8:50.91 |                      |
| 13                | Luiza Gega               | Albânia        | 8:53.14 |                      |
| 14                | Edinah Jebitok           | Quênia         | 8:53.25 |                      |
| 15                | Amy-Eloise Markovc       | Reino Unido    | 8:53.57 |                      |
| 16                | Marta Pérez              | Espanha        | 8:57.81 |                      |
| 17                | Meraf Bahta              | Suécia         | 8:58.68 |                      |
| 18                | Julie-Anne Staehli       | Canadá         | 8:58.73 |                      |
| 19                | Lauren Ryan              | Austrália      | 9:13.93 |                      |
| 20                | Jhoselyn Camargo         | Bolívia        | 9:28.98 | Recorde nacional     |

Legenda
| Recorde mundial       | Recorde mundial (World record)               |                       | Recorde africano                      | Recorde africano (African) |                                           | Q | Classificado por posição (Qualified) |
| Recorde do campeonato | Recorde do campeonato (Championship record)  | Recorde da América    | Recorde da América (Americas)         | q                          | Classificado por melhor tempo (Qualified) |   |                                      |
| Melhor marca do ano   | Melhor marca do ano (World leading)          | Recorde asiático      | Recorde asiático (Asian)              | DNS                        | Não largou (Did not start)                |   |                                      |
| Recorde nacional      | Recorde nacional (National record)           | Recorde europeu       | Recorde europeu (European)            | DNF                        | Não terminou (Did not finish)             |   |                                      |
| Recorde pessoal       | Recorde pessoal do atleta (Personal best)    | Recorde da Oceania    | Recorde da Oceania (Oceania)          | DSQ / DQ                   | Desclassificado (Disqualified)            |   |                                      |
| Recorde da temporada  | Recorde da temporada do atleta (Season best) | Recorde sul-americano | Recorde sul-americano (South America) | NM                         | Sem marca (No mark)                       |   |                                      |